# À la Gloire de la Division Barbot
À la Gloire de la division Barbot est un monument commémoratif de la Première Guerre mondiale érigé sur le territoire de la commune de Souchez, en face du cimetière communal, sur le bord de la route D 937 entre Arras et Béthune dans le département du Pas-de-Calais.

## Historique
Le monument, dont la première pierre fut posée le 26 mai 1935, a été érigé à l'initiative du notaire Petit, de Neuville-Saint-Vaast. Le comité de parrainage était présidé par le maréchal Pétain. Le monument fut inauguré le 9 mai 1937.
Ce monument rend hommage aux soldats de la 77e division d'infanterie et à leur chef, le général Barbot, blessé par un éclat d'obus au combat de Souchez le 10 mai 1915 qui mourut pendant son transport à l'hôpital. 
Très apprécié par les soldats, le général Barbot, surnommé « le sauveur d'Arras » en raison de la résistance qu'il opposa avec ses troupes pour la défense d'Arras en octobre 1914, est inhumé aux côtés de ses soldats dans la nécropole nationale de Notre-Dame-de-Lorette.

## Caractéristiques
Le monument, œuvre de l'architecte Pierre Déchin et de son père le sculpteur Jules Déchin, est composé de deux parties :
- au premier plan, la statue en bronze du général Barbot portant un béret et une capote de soldat, semble protéger ses soldats d'un geste de sa main alors que ceux-ci, à l'arrière, s’apprêtent à sortir des tranchées.

La statue repose sur un socle où est inscrit à l'avant :

« À la gloire de la division Barbot 77e D.I. »

Sur le côté droit du socle de la statue, on lit :

« À la haute mémoire du Général Barbot commandant la 77e D.I. tombé devant Souchez le 10 mai 1915 »

 
Sur le côté gauche :

« Aux morts de la 77e D.I. tombés sur le sol d’Artois du 1er octobre 1914 au 20 février 1916 »

- À l'arrière de la statue du général Barbot, un haut monument en pierre, orné à l'avant d'une statue de victoire ailée, porte sur chaque côté, en médaillon, les portraits des généraux Stirn (successeur du général Barbot, tué au combat deux jours après lui) et Plessier (prédécesseur du général Barbot, tué au combat en 1914, en Alsace)[2].

## Pour approfondir